# London Rifle Brigade katonai temető
A London Rifle Brigade katonai temető (London Rifle Brigade Cemetery) Belgiumban, 15 kilométerre Ypres-től délre, Ploegsteert közelében található. Az első világháborús sírkertet Charles Holden és Wilfred Clement Von Berg tervezte.

## Története
A területen a brit 4. Hadosztály egységei kezdtek temetkezni 1914 decemberében. A sírkertet 1918 márciusáig használták a harcoló egységek és a tábori kórházak. Áprilisban és májusban néhány német katonát is elhantoltak a területén. A temető a Londoni Lövészdandárról (London Rifle Brigade) kapta a nevét, amelynek 22 hősi halottja nyugszik benne.
A temetőben 335 nemzetközösségi és 18 német katona alussza örök álmát, közülük egy, illetve kilenc ismeretlen. Az azonosított nemzetközösségi hősi halottak közül 262 brit, 38 ausztrál és 34 új-zélandi volt.

## Emlékmű
Londonban 1920. november 12-én állították fel a város első világháborús alakulatainak  emlékművét, amely a dandár hősi halottai előtt is tiszteleg.